# Riccardia fucoides
Riccardia fucoides là một loài rêu trong họ Aneuraceae. Loài này được Sw. A. Massal. mô tả khoa học đầu tiên năm 1885.